# Linheraptor exquisitus
Linheraptor (il cui nome significa "ladro/predatore di Linhe") è un genere estinto di dinosauro teropode dromaeosauride vissuto nel Cretaceo superiore (Campaniano), in quella che oggi è la Cina. Il genere contiene una singola specie: ossia L. exquisitus, descritta da Xu Xing e colleghi nel 2010. Questo dinosauro simile ad un uccello era lungo meno di 2 metri (6,5 piedi), ed è stato ritrovato nella Mongolia interna. È noto da un singolo scheletro quasi completo.

## Descrizione

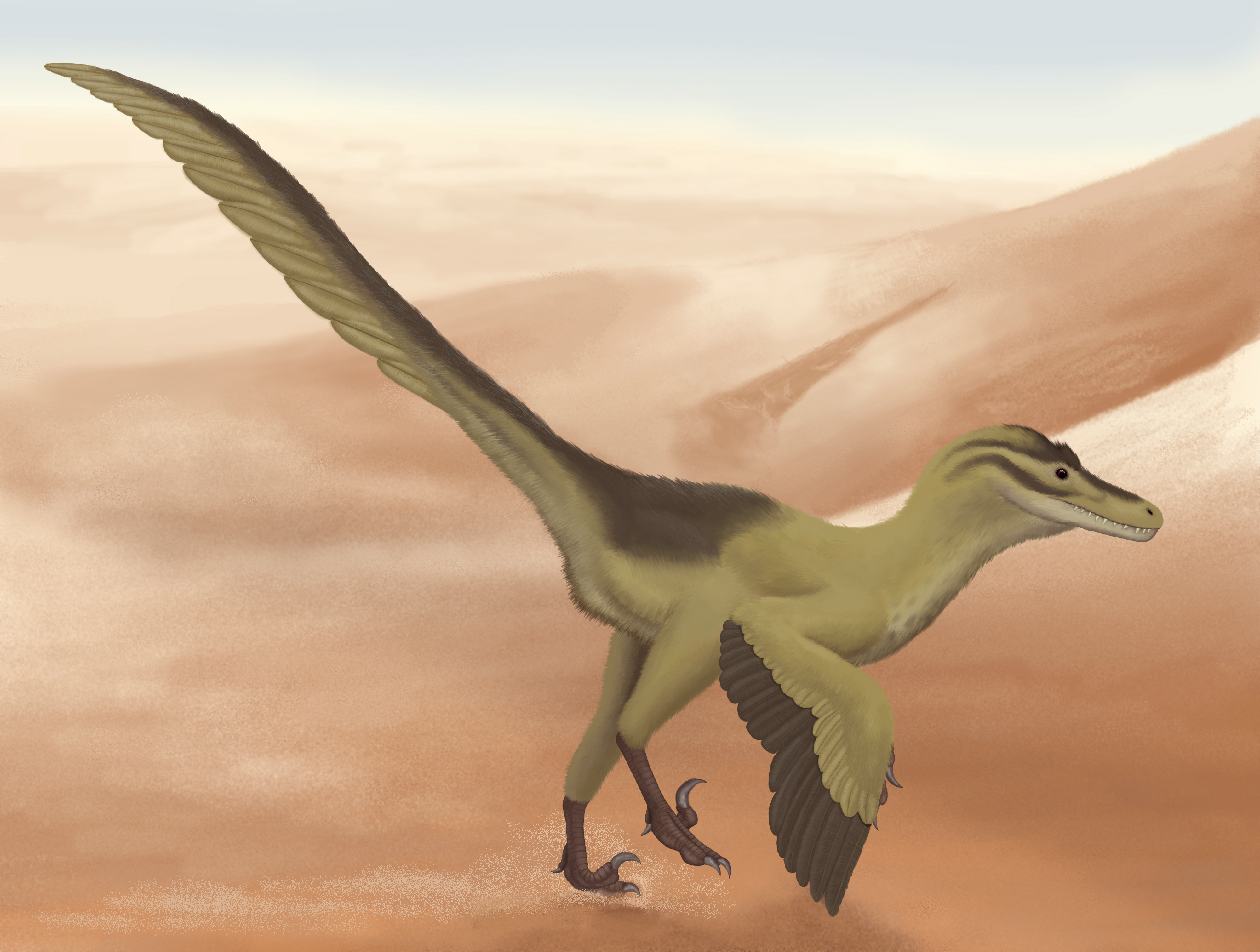
Ricostruzione di Linheraptor nel suo ambiente arido.

Linheraptor era un dinosauro teropode molto simile ad un uccello. Era un dromaeosauride che misurava circa 1,8 metri (5,9 piedi) di lunghezza, per un peso massimo di circa 25 chilogrammi (55 libbre). Grazie alle ridotte dimensioni e alla corporatura leggera, Linheraptor doveva essere un agile predatore di piccoli animali, come insetti, piccoli rettili, mammiferi e forse anche piccoli ceratopsi.
Come tutti i dromaeosauridi, aveva un cranio allungato, un collo ricurvo, un artiglio a falce sul secondo dito di ogni piede, ed una lunga coda rigida; Linheraptor era un bipede carnivoro. È possibile che gli artigli a falce di questi animali venisse usato per trattenere le prede. Come quasi tutti i dromeosauridi, è probabile che Linheraptor fosse coperto da un fitto piumaggio, simile a quello degli uccelli moderni, con lunghe penne sulle braccia e sulla coda, come evidenziato dalla scoperta di papille ulnari nel genere affine Velociraptor.

## Classificazione
Tra i suoi taxa gemelli, si ritiene che Linheraptor sia strettamente legato al genere Tsaagan. Linheraptor e Tsaagan sono intermedi tra dromaeosauridi basali e derivati. I due condividono diversi dettagli del cranio, tra cui una grande fenestra mascellare - un'apertura nella mascella - e mancano di varie caratteristiche dei dromaeosauridi più derivati, come Velociraptor. Senter (2011) e Turner, Makovicky e Norell (2012) sostengono che Linheraptor exquisitus sia un sinonimo junior di Tsaagan, ma Xu, Pittmanet et al. (2015) respingono questa sinonimia rispondendo ai controargomenti proposti utilizzando nuovi dettagli sull'anatomia di Linheraptor. Una descrizione monografica di Linheraptor è attualmente in preparazione.

## Storia della scoperta

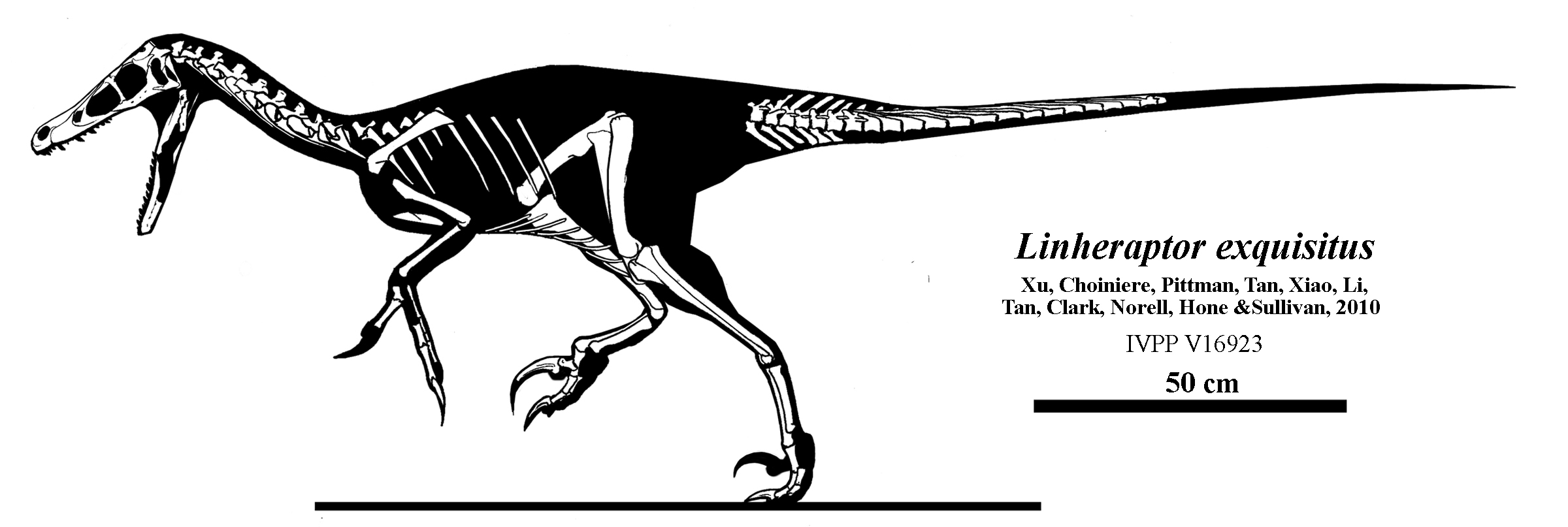
Diagramma degli elementi conosciuti dello scheletro

I ricercatori annunciarono la scoperta del genere dopo che uno scheletro fossilizzato quasi completo venne ritrovato nel 2008 da Jonah N. Choiniere e Michael Pittman nella Mongolia interna; una pubblicazione più dettagliata è in arrivo. L'esemplare fu recuperato dalle rocce di Bayan Mandahu che appartengono alla Formazione Wulansuhai. Quest'ultima comprende litologie molto simili alle rocce mongole risalenti al Campaniano della Formazione Djadokhta in cui sono stati ritrovati anche dromaeosauridi strettamente correlati, come Tsaagan e Velociraptor. L'esemplare olotipo di Linheraptor, articolato e non compresso, è uno dei pochi scheletri quasi completi di dinosauri dromaeosauridi in tutto il mondo.
Il nome del genere si riferisce al distretto di Linhe, nella Mongolia interna, Cina, dove fu scoperto l'esemplare, mentre il nome specifico, exquisitus, si riferisce alla natura ben conservata dell'olotipo (IVPP V 16923).